# Svedmyra
Svedmyra – dzielnica (stadsdel) Sztokholmu, położona w jego południowej części (Söderort) i wchodząca w skład stadsdelsområde Farsta. Graniczy z dzielnicami Gamla Enskede, Tallkrogen, Gubbängen i Stureby.
Według danych opublikowanych przez gminę Sztokholm 31 grudnia 2020 r. Svedmyra liczyła 3590 mieszkańców. Powierzchnia dzielnicy wynosi 0,94 km².
Svedmyra jest jedną ze stacji na zielonej linii (T19) sztokholmskiego metra, położoną w granicach sąsiedniej dzielnicy Stureby.